# Schwarzenbach am Wald
Schwarzenbach am Wald là một đô thị ở huyện Hof bang Bavaria thuộc nước Đức.